# Diahogna
Diahogna es un género de arañas araneomorfas de la familia Lycosidae. Se encuentra en Sudáfrica e Indonesia.

## Lista de especies
Según The World Spider Catalog 12.0:
- Diahogna exculta (L. Koch, 1876)
- Diahogna hildegardae Framenau, 2006
- Diahogna martensi (Karsch, 1878)
- Diahogna pisauroides Framenau, 2006